# HOMER3
HOMER3‏ (Homer homolog 3 (Drosophila), isoform CRA_b) هوَ بروتين يُشَفر بواسطة جين HOMER3 في الإنسان.